# Besh o droM
Besh o droM (/bɛʃ o dɾom/) est un groupe des Balkans de musiques du monde, originaire de Budapest. Besh o droM est considéré comme l'un des groupes hongrois les plus visibles sur la scène internationale. Il se singularise au sein de la scène folklorique hongroise par son éclectisme, influencé à la fois par la tradition musicale des Roms des Balkans et de Roumanie que par la musique du Proche-Orient. 

## Histoire
L'ancêtre du groupe actuel est Sógor kóma együttes, formé par Gergely Barcza, Ádám Petti et József Tóth. Leur première scène sous le nom de Besh o droM se fait en 1999 lors du Diáksziget, l'ancêtre du Sziget Festival à Budapest. Besh o droM signifie « monte la route » en romani lovara (enfourche-la comme un cheval, c'est-à-dire prends ton départ). En 2000, ils se produisent sous le nom de Space Besh o droM sur le même festival et font de ce nom de circonstance un prétexte pour mêler à la musique traditionnelle hongroise des sonorités electro et dub. La mort inattendue de K-Roy interrompt prématurément le projet, même si le groupe continue de se produire ponctuellement avec DJ-Mangó. 
Leur premier album, Macsó hímzés (« broderie macho » en hongrois) est certifié disque platine[réf. nécessaire] et est alors le seul album hongrois à figurer sur la 15e liste Magyar Narancs 2000 dans la catégorie musiques du monde (world music). Leur album Gyí! fait un temps partie du Top 10 de la revue anglaise de spécialisée fRoots ainsi que du Top 20 de la World Music Chart Europe. Ils se produisent ainsi de plus en plus à l'étranger, notamment au Royaume-Uni, en France, en Italie puis en Espagne et en Allemagne. En 2008, ils donnent un mini-concert au Fnac de Labège, en France. En 2012, ils sont programmés au Festival de jazz de Montréal et donnent un concert.
En 2020, ils sortent l'album Besh o droM20.

## Membres

### Membres actuels
- Gergő Barcza (membre fondateur – saxophone, ney, fifre, kaval, flûtes (depuis 1999)
- Ádám Pettik (membre fondateur) – darbouka, kanna, tambour – chant (depuis 1999)
- Attila Sidoo – guitare (depuis 1999)
- Attila Herr – guitare basse (depuis 2007)
- Hámori Máté – guitare (depuis 2009)
- Lili Kaszai – chant (depuis 2010)
- Ákos Szumper – batterie (depuis 2019)

### Anciens membres
- József Tóth (membre fondateur) – tárogató, saxophone (1999-2000)
- Géza Orczy – davul (1999-2002)
- Róbert Farkas – harmonica, violon (1999-2002)
- DJ-Mangó – scratch, rap (2000-2001)
- Péter Tóth – trompette (2000-2006)
- Csaba Talabos – davul (2002-2005)
- Laci Molnár – contrebasse (2000)
- Ági Szalóki – chant (1999-2005)
- Csaba Bese – guitare basse (1999–2002)
- Tamás Zsoldos – guitare basse (2002-2005)
- Árpád Vajdovich – guitare basse (2005-2007)
- Mónika Juhász Miczura – chant (2005–2006)
- Bori Magyar – chant (2007-2010)
- Péter Bede – saxophone (2000-2001)
- András Monori – trompette, kaval, gadoulka, percussions (2000)
- László Békési – saxophone ténor, clarinette (2001-2007)
- László Varga – percussions (2008)
- Péter Somos – tambour (2008-2010)
- József Csurkulya – cymbalum (1999–2023)